# Bartlett Robinson
Pour les articles homonymes, voir Robinson.
Bartlett Whitney Robinson, né le 9 décembre 1912 à New York (arrondissement de Manhattan, État de New York) et mort le 26 mars 1986 à Fallbrook (Californie), est un acteur américain, connu comme Bartlett Robinson (parfois crédité Bart Robinson).

## Biographie
Bartlett Robinson apparaît comme figurant au théâtre à Broadway (New York) en 1932, dans la pièce La Dame aux camélias d'Alexandre Dumas fils (avec Lillian Gish dans le rôle-titre). Suivent notamment la pièce Another Part of the Forest (en) de Lillian Hellman (1946-1947, avec Patricia Neal et Mildred Dunnock) et, pour sa dernière prestation à Broadway, la comédie musicale The Girl in Pink Tights (en) sur une musique de Sigmund Romberg (1954, avec Zizi Jeanmaire dans le rôle-titre).
Au cinéma, il contribue à vingt-et-un films américains, depuis Millionnaire de mon cœur de Norman Taurog (1956, avec George Gobel et Mitzi Gaynor) jusqu'à Woody et les Robots de Woody Allen (1973, avec le réalisateur et Diane Keaton).
Entretemps, mentionnons L'Odyssée de Charles Lindbergh de Billy Wilder (1957, avec James Stewart dans le rôle-titre), ainsi que les westerns L'Homme aux colts d'or d'Edward Dmytryk (1959, avec Henry Fonda et Richard Widmark) et La Charge de la huitième brigade de Raoul Walsh (1964,avec Troy Donahue et Suzanne Pleshette).
Actif principalement à la télévision américaine, outre cinq téléfilms (1964-1980), il joue dans cent-vingt-et-une séries (entre autres de western) dès 1949, dont Gunsmoke (sept épisodes, 1956-1960), Alfred Hitchcock présente (huit épisodes, 1958-1962), Mannix (trois épisodes, 1969-1972) et Lou Grant (sa dernière série, trois épisodes, 1979-1982).

## Théâtre à Broadway (intégrale)
(pièces, sauf mention contraire)
- 1932 : La Dame aux camélias (Camille) d'Alexandre Dumas fils, adaptation, mise en scène et décors de Robert Edmond Jones : un figurant
- 1936 : Sweet River, adaptation (production et mise en scène) par George Abbott de La Case de l'oncle Tom (Uncle Tom's Cabin d'Harriet Beecher Stowe : Edward St. Clare
- 1937 : Naughty Naught '00, comédie musicale, musique de Richard Lewine (en), lyrics de Ted Fetter (en), livret de Jon Van Antwerp : Frank Plover
- 1938-1939 : The Merchant of Yonkers (en) de Thornton Wilder, mise en scène de Max Reinhardt, production d'Herman Shumlin : Ambrose Kemper
- 1944-1946 : Dear Ruth (en) de Norman Krasna, mise en scène de Moss Hart : Albert Kummer
- 1946-1947 : Another Part of the Forest (en) de (et mise en scène par) Lillian Hellman, musique de scène de Marc Blitzstein, décors et lumières de Jo Mielziner, costumes de Lucinda Ballard : John Bagtry
- 1948-1949 : Light Up the Sky (en) de (et mise en scène par) Moss Hart : Tyler Rayburn
- 1949-1954 : South Pacific, comédie musicale, musique de Richard Rodgers, lyrics d'Oscar Hammerstein II, livret d'Oscar Hammerstein II et Joshua Logan, mise en scène et chorégraphie de ce dernier, décors et lumières de Jo Mielziner : le commodore William Harbison (remplacement, dates non spécifiées)
- 1951-1952 : Point of No Return (en) de Paul Osborn, mise en scène de H. C. Potter, décors et lumières de Jo Mielziner : Roger Blakesley
- 1953 : Room Service de John Murray et Allen Boretz : Joseph Gribble
- 1953-1954 : The Prescott Proposals de Russel Crouse et Howard Lindsay, mise en scène de ce dernier : John Capek
- 1954 : The Girl in Pink Tights (en), comédie musicale, musique de Sigmund Romberg, lyrics de Leo Robin, livret de Jerome Chodorov et Joseph Fields, chorégraphie d'Agnes de Mille : Van Beuren (remplacement)

## Filmographie partielle

### Cinéma

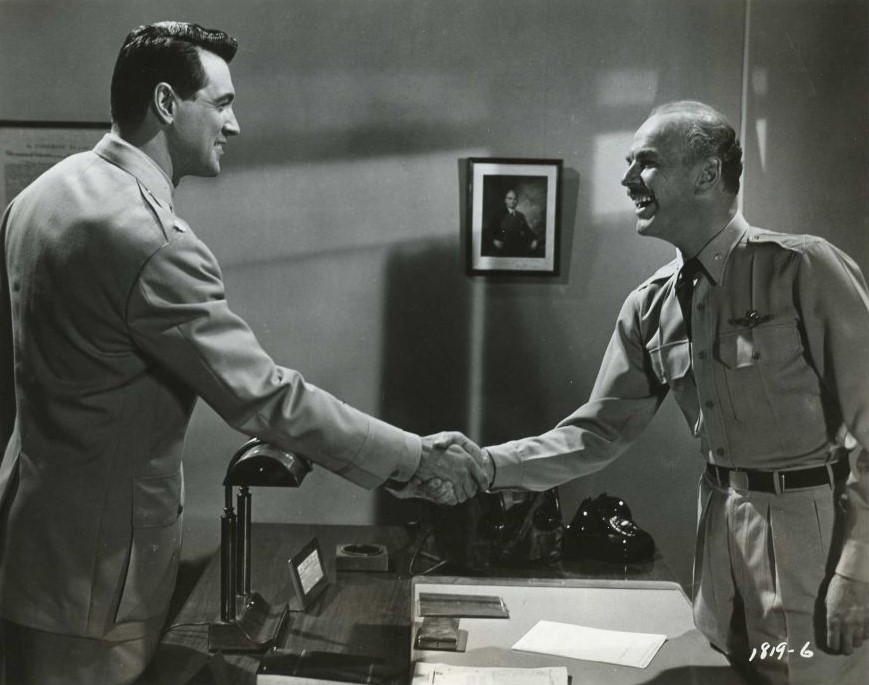
Avec Rock Hudson (à g.), dans Les Ailes de l'espérance (photo promotionnelle, 1957)

- 1956 : Millionnaire de mon cœur (The Birds and the Bees) de Norman Taurog : un invité
- 1957 : Les Ailes de l'espérance (Battle Hymn) de Douglas Sirk : le général Timberidge
- 1957 : L'Odyssée de Charles Lindbergh (The Spirit of St. Louis) de Billy Wilder : Frank Mahoney
- 1958 : Deux Farfelus au régiment (No Time for Sergeants) de Mervyn LeRoy : le capitaine
- 1958 : Je veux vivre ! (I Want to Live!) de Robert Wise : le procureur de district Milton
- 1959 : Les lâches meurent aussi (A Stranger in My Arms) de Helmut Käutner
- 1959 : L'Homme aux colts d'or (Warlock) d'Edward Dmytryk : Buck Slavin
- 1961 : Une blonde à l'abordage (All Hands on Deck) de Norman Taurog : le lieutenant commander Anthony
- 1964 : La Charge de la huitième brigade (A Distant Trumpet) de Raoul Walsh : le major Hiram Prescott
- 1964 : Rivalités (Where Love Has Gone) d'Edward Dmytryk : John Coleman
- 1966 : La Grande Combine (The Fortune Cookie) de Billy Wilder : le premier spécialiste
- 1968 : Le Grand Frisson (Live a Little, Love a Little) de Norman Taurog : un docteur
- 1968 : Matt Helm règle son compte (The Wrecking Crew) de Phil Karlson : Wellington
- 1969 : La Valse des truands (Marlowe) de Paul Bogart : Munsey
- 1970 : RPM (R.P.M.) de Stanley Kramer : le premier professeur au dîner
- 1973 : Woody et les Robots (Sleeper) de Woody Allen : Dr Orva

### Télévision

#### Séries
- 1956 : Crusader
  - Saison 1, épisode 31 A Quiet Town de Jus Addiss : George Carlson
- 1956-1960 : Gunsmoke ou Police des plaines (Gunsmoke ou Marshal Dillon)
  - Saison 2, épisode 14 Cholera (1956) d'Andrew V. McLaglen : Jim Gabriel
  - Saison 3, épisode 13 Cows and Cribs (1957 - Bowers) de Richard Whorf et épisode 27 Joke's on Us (1958 - Jake Kaiser) de Ted Post
  - Saison 4, épisode 5 Letter of the Law (1958 - Lee Sprague) de Richard Whorf et épisode 24 Doc Quits (1959 - Jake Wirth)
  - Saison 5, épisode 3 Horse Deal (1959 - Bowers) d'Andrew V. McLaglen et épisode 25 Jailbai Janet (1960 - J. L. Krocker) de Jesse Hibbs
- 1957-1961 : Maverick
  - Saison 1, épisode 11 The Wrecker (1957) de Franklin Adreon : Longhurst
  - Saison 4, épisode 26 The Deadly Image (1961) : le capitaine Ranson
- 1958 : Cheyenne
  - Saison 3, épisode 11 Renegades d'Alan Crosland Jr. : le colonel Ralph Donovan
- 1958 : Peter Gunn
  - Saison 1, épisode 12 The Torch : Stanley Glidden
- 1958-1959 : Richard Diamond (Richard Diamond, Private Detective)
  - Saison 2, épisode 3 The Payoff (1958 - Otto Carl) de Tom Gries et épisode 16 Lost Testament (1958 - Paul Manners) de Ted Post
  - Saions 3, épisode 9 Charity Affair (1959 - Clifton) d'Alvin Ganzer et épisode 22 The Client (1959 - Albert Gunther) de Don McDougall
- 1958-1962 : Alfred Hitchcock présente (Alfred Hitchcock Presents)
  - Saison 3, épisode 24 The Foghorn (1958 - John St. Rogers) de Robert Stevens et épisode 29 Little White Frock (1958 - M. Robinson) d'Herschel Daugherty
  - Saison 4, épisode 7 Man with a Problem (1958) de Robert Stevens : le directeur de l'hôtel
  - Saison 5, épisode 29 The Hero (1960) de John Brahm : Henry Caldwell
  - Saison 6, épisode 10 Sybilla (1960 - l'avocat) d'Ida Lupino, épisode 34 Servant Problem (1961 - George Colton) d'Alan Crosland Jr. et épisode 36 Final Arrangements (1961 - Dr Maxwell) de Gordon Hessler
  - Saison 7, épisode 14 Bad Actor (1962) de John Newland : Donald Wellman
- 1958-1962 : 77 Sunset Strip
  - Saison 1, épisode 8 The Well-Selected Frame (1958) de Boris Sagal : Howard Stacey
  - Saison 4, épisode 20 The Bridal Trail Caper (1962) de Gene Reynolds : Dean Hartley

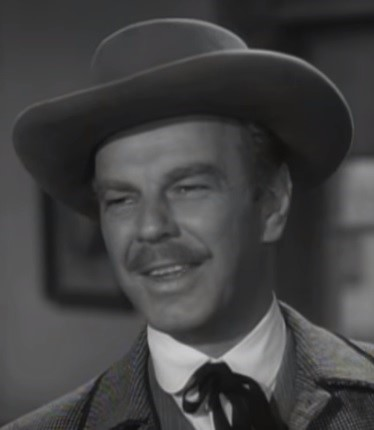
Dans la série-western L'Homme à la carabine, épisode Outlaw's Inheritance (1959)

- 1959 : L'Homme à la carabine (The Rifleman)
  - Saison 1, épisode 38 Outlaw's Inheritance de Don Taylor : Samuel Britton
- 1959-1961 : Les Incorruptibles (The Untouchables)
  - Épisode pilote Les incorruptibles défient Al Capone, 1re et 2e parties (The Untouchables, Part I & II, 1959) de Phil Karlson : un juge
  - Saison 1, épisode 18 La Petite Égypte (Little Egypt, 1960) : le maire Marcus Stone
  - Saison 2, épisode 12 Train spécial, 1re partie (The Big Train, Part I), 1961) : le juge fédéral James H. Wilkerson
- 1959-1962 : Les Aventuriers du Far West (Death Valley Days)
  - Saison 8, épisode 7 Indian Emily (1959) : le lieutenant-colonel Merritt
  - Saison 10, épisode 17 Justice at Jackson Creek (1962) : Alcade
- 1959-1963 : Laramie
  - Saison 1, épisode 6 The Lawbreakers (1959) de Lesley Selander, épisode 15 Night of the Quiet Man (1959) de Lesley Selander et épisode 22 Rope of Steeel (1960) de Thomas Carr : le shérif
  - Saison 2, épisode 12 Duel at Parkinson Town (1960 - le shérif), épisode 14 The Passing of Kuba Smith (1961 - le shérif) de Lesley Selander, épisode 15 Man from Kansas (1961 - le shérif) de Joseph Kane et épisode 25 The Debt (1961 - le télégraphiste Jim) de Joseph Kane
  - Saison 4, épisode 19 The Fugitives (1963 - Munson) de Joseph Kane et épisode 24 The Sometime Gambler (1963 - Werner) de Lesley Selander
- 1959-1966 : Perry Mason
  - Saison 2, épisode 16 The Case of the Fraudulent Foto (1959) d'Arthur Marks : Marshall Scott
  - Saison 5, épisode 21 The Case of the Mystified Miner (1962) de Francis D. Lyon : Endicott Campbell
  - Saison 6, épisode 11 The Case of the Fickle Filly (1962) : Emmett Pierson
  - Saison 7, épisode 20 The Case of the Frightened Fisherman (1964) d'Arthur Marks : Hudson Bradshaw
  - Saison 8, épisode 28 The Case of the Grinning Gorilla (1965) de Jesse Hibbs : Sydney Hardwick
  - Saison 9, épisode 18 The Case of the Golfer's Gambit (1966) de Jesse Hibbs : Edward « Pat » Patterson
- 1959-1970 : Bonanza
  - Saison 1, épisode 13 Vendetta (1959) de Joseph Kane : Ralph Carter
  - Saison 8, épisode 24 Judgement at Red Creek (1967) de William F. Claxton : Willow
  - Saison 11, épisode 22 Return Engagement (1970) : Howell
- 1960 : Bonne chance M. Lucky (Mr. Lucky)
  - Saison unique, épisode 18 The Parolee de Lamont Johnson : Joe Hardiman
- 1960-1962 : Leave It to Beaver
  - Saison 3, épisode 34 Beaver, the Model (1960) de Norman Tokar : George Compton
  - Saison 5, épisode 32 The Yard Birds (1962) de David Buttler : M. Hill
- 1961 : Thriller
  - Saison 1, épisode 29 Le Billet du diable (The Devil's Ticket) : le critique d'art
- 1961 : Dobie Gillis (The Many Loves of Dobie Gillis)
  - Saison 2, épisode 26 The Battle of Maynard's Beard de Rodney Amateau : le colonel
- 1961 : Ombres sur le soleil (Follow the Sun)
  - Saison unique, épisode 3 The Highest Wall de Ted Post : Bunker
- 1961-1962 : La Quatrième Dimension (The Twilight Zone)
  - Saison 2, épisode 13 Le Retour (Back There, 1961) : William
  - Saison 3, épisode 24 Comment servir l'homme (To Serve Man, 1962) de Richard L. Bare : le premier colonel
- 1962 : Le Gant de velours (The New Breed)
  - Saison unique, épisode 26 Edge of Violence (Victor Kredenza), épisode 30 Hail, Hail, the Gang's All Here (Farnum) de Walter Grauman et épisode 36 Walk This Street Lightly de Jerry Hopper
- 1964-1965 : Suspicion (The Alfred Hitchcock Hour)
  - Saison 2, épisode 16 The Evil of Adelaide Winters (1964 - M. Thompson) de László Benedek et épisode 25 The Ordeal of Mrs. Snow (1964 - Harvey Crane) de Robert Stevens
  - Saison 3, épisode 15 Thanatos Palace Hotel (1965) de László Benedek : M. J. Smith
- 1965 : Les Monstres (The Munsters)
  - Saison 1, épisode 35 Chouette ! Des fantômes (Herman's Happy Valley) d'Ezra Stone : M. Curtis
- 1965 : Ma sorcière bien-aimée (Bewitched)
  - Saison 2, épisode 3 Recettes contre l'envoûtement (We're in for a Bad Spell) d'Howard Morris : M. Abercrombie
- 1965 : Une mère pas comme les autres (My Mother the Car)
  - Saison unique, épisode 11 Mon fils, le juge (My Son, the Judge) : Horace Congrieve
- 1965 : L'Homme à la Rolls (Burke's Law)
  - Saison 3, épisode 2 Operation Long Shadow (le professeur) de Don Taylor et épisode 12 The Man's Men (Ralph Benbow) de Jerry Hopper
- 1966 : Peyton Place, feuilleton
  - Saison 2, épisode 67 (sans titre) de Walter Doniger : M. Scott
- 1966 : Les Mystères de l'Ouest (The Wild Wild West)
  - Saison 1, épisode 24 La Nuit des magiciens (The Night of the Druid's Blood) de Ralph Senensky : le sénateur Waterford
- 1966 : Brigade criminelle (The Felony Squad)
  - Saison 1, épisode 12 The Terror Trap de Tom Gries : Peel
- 1967 : L'Île aux naufragés (Gilligan's Island)
  - Saison 3, épisode 29 Bang! Bang! Bang! : Hartley
- 1967 : L'Extravagante Lucy (The Lucy Show)
  - Saison 6, épisode 2 Lucy Gets Trapped de Jack Donohue : M. Wilkins
- 1967 : L'Homme de fer (Ironside)
  - Saison 1, épisode 14 L'Heure perdue (The Past Is Prologue) de Don Weis : le procureur Whittier
- 1967-1970 : Le Virginien (The Virginian)
  - Saison 6, épisode 7 Ah Sing vs. Wyoming (1967) de Charles S. Dubin : le premier juge de la cour suprême
  - Saison 7, épisode 10 Dark Corridor (1968) d'Abner Biberman : Beaumont
  - Saison 9, épisode 13 Hannah (1970) de Jack Arnold : le docteur
- 1968 : Les Envahisseurs (The Invaders)
  - Saison 2, épisode 19 Cauchemar (The Pit) de Lewis Allen : Art Llewellan
- 1968-1970 : Opération vol (It Takes a Thief)
  - Saison 2, épisode 1 One Night on Soledada (1968) de Don Weis : le colonel Prentice
  - Saison 3, épisode 19 Situation Red (1970) de Joseph Sargent : le chirurgien du vol
- 1969 : Hawaï police d'État (Hawaii Five-0)
  - Saison 1, épisodes 21 et 22 La Preuve vivante, 1re et 2e parties (Once Upon a Time, Parts I & II) : Albert Woodson
- 1969 : La Nouvelle Équipe (The Mod Squad)
  - Saison 2, épisode 11 The Healer d'Earl Bellamy : le prêtre
- 1969-1972 : Mannix
  - Saison 2, épisode 16 L'Ombre d'un homme (Shadow of a Man, 1969) : Bradshaw
  - Saison 5, épisode 17 Meurtre sur bande magnétique (The Sound of Murder, 1972) de Leslie H. Martinson : Alfred Price
  - Saison 6, épisode 8 Pile ou face (The Upside-Down Penny, 1972) d'Arthur Marks : Lawrence Riley
- 1970 : Les Arpents verts (Green Acres)
  - Saison 5, épisode 17 Bundle of Joy de Richard L. Bare : M. Robinson
- 1971 : Dan August
  - Saison unique, épisode 15 Death Chain de Ralph Senensky : le directeur de l'académie militaire
- 1971-1976 : Cannon
  - Saison 1, épisode 3 Le Rodéo de la mort (The Salinas Jackpot, 1971) de George McCowan : Hayden
  - Saison 5, épisode 19 Le Pays des songes (Revenge, 1976) de Paul Stanley : le colonel Ritchie
- 1974 : Kung Fu
  - Saison 2, épisode 21 Pour une poignée d'or (The Nature of Evil) de Robert Michael Lewis : Max
- 1979-1982 : Lou Grant
  - Saison 3, épisode 8 Witness (1979 - Bauman) et épisode 22 Influence (1980 - Dutch Van Deusen) de Gene Reynolds
  - Saison 5, épisode 18 Law (1982) de Burt Brinckerhoff : Jacob Bauman

#### Téléfilms
- 1964 : Ready for the People de Buzz Kulik : John T. McGrane
- 1969 : Trial Run de William A. Graham : Larkin
- 1978 : The New Adventures of Heidi de Ralph Senensky : le majordome Oscar